# Dendrortyx leucophrys
La pernice boschereccia capocamoscio o pernice di bosco di montagna (Dendrortyx leucophrys (Gould, 1844)) è una delle tre specie di quaglie del Nuovo Mondo del genere Dendrortyx. 
I locali li chiamano questa pernice "Chir-ras-qua", nome dovuto al suo tipico verso.

## Descrizione
La Pernice boschereccia capocamoscio ha un aspetto simile ad un gallo per la sua coda e gambe lunghe.

## Distribuzione e habitat
Questa specie vive nelle foreste montane umide subtropicali, tropicali o nelle piantagioni di Guatemala, El Salvador, Costa Rica, Honduras, Nicaragua e Messico.

## Tassonomia
Questa specie viene suddivisa in due sottospecie:
- D. l. hypospodius
- D. l. leucophrys

Alcuni tassonomi dividono ulteriormente la sottospecie D. l. leucophrys in D. l. leucophrys (leucophrys) e D. l. leucophrys (nicaraguae).